# Cartersville
La ville américaine de Cartersville est le siège du comté de Bartow, dans l’État de Géorgie. Lors du recensement de 2010, sa population s’élevait à 19 731 habitants.

## Démographie
| 1870  | 1880  | 1890  | 1900  | 1910  | 1920  |
| ----- | ----- | ----- | ----- | ----- | ----- |
| 2 232 | 2 037 | 3 171 | 3 135 | 4 067 | 4 350 |

| 1930  | 1940  | 1950  | 1960  | 1970   | 1980  |
| ----- | ----- | ----- | ----- | ------ | ----- |
| 5 250 | 6 141 | 7 270 | 8 668 | 10 138 | 9 247 |

| 1990   | 2000   | 2010   | - | - | - |
| ------ | ------ | ------ | - | - | - |
| 12 035 | 15 925 | 19 731 | - | - | - |

## Source
- (en) Cet article est partiellement ou en totalité issu de l’article de Wikipédia en anglais intitulé « Cartersville, Georgia » (voir la liste des auteurs).